# Muskarin

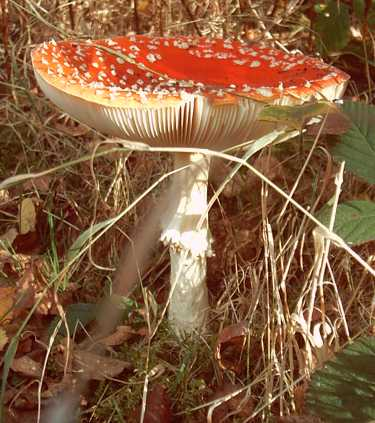
Figur 3: Röd flugsvamp (Amanita muscaria), som muskarin först isolerades från och som gett dess namn.

Muskarin är en giftig alkaloid som finns i exempelvis vissa svampar i släktet trådingar (Inocybe) och trattskivlingar (Clitocybe), men har sitt namn efter röd flugsvamp (Amanita muscaria) där ämnet först upptäcktes på 1800-talet. Röd flugsvamp innehåller dock flera andra biologiskt aktiva substanser som bidrar till förgiftning, exempelvis ibotensyra och muskimol, och innehåller endast muskarin i låga halter. Halterna för dessa psykoaktiva substanser varierar med bland annat genetiska faktorer och beror på i vilken del av världen svampen förekommer. En svamp där en större halt muskarin förekommer är gifttrådingen, vilken ofta kan ge sken av att vara och förväxlas med champinjon, och därför lätt kan råka användas i mat.

## Historia
Muskarin isolerades först från röd flugsvamp. Det har haft en betydande roll i modern farmakologi då det var en av de första upptäckta substanserna som kunde reproducera effekterna vid stimulation av det autonoma nervsystemet.
Likheten mellan effekterna mellan muskarin och acetylkolin gav upphov till termen muskarinerg som är en egenskap som tillskrivs ämnen som kan binder till muskarinreceptorer, såsom acetylkolin. Detta för att skilja denna från så kallade nikotinerga ämnen som även dessa härmar acetylkolin men istället binder till ganglier och det somatiska nervsystemet.

## Struktur
I muskarinets strukturformel återfinns nästan hela acetylkolinmolekylens struktur, med skillnaden att acetylkolin har ett dubbelbundet syre (jämför figur 1 & figur 2). Det är denna egenskap som gör att muskarinet kan binda till muskarinreceptorer i acetylkolinets plats. 

Figur 1: Acetylkolin
Figur 2: Muskarin

## Effekter
Muskarin härmar signalsubstansen acetylkolin och binder till så kallade muskarinerga acetylkolinreceptorer (även kallade muskarinreceptorer) i det autonoma nervsystemet. Muskarin passerar dock aldrig blod-hjärnbarriären (förutom vid ytterst höga doser/intag) på grund av sin positiva laddning, och kommer därför i kontakt endast med perifera organ.  
Några exempel på sådana receptorer skulle kunna vara: 
- M1-receptorer som finns i nerverna
- M2-receptorer som finns i hjärtat och glatt muskulatur
- M3-receptorer som finns i körtlar och glatt muskulatur[7]

Muskarin frambringar samma effekt som acetylkolin hos dessa receptorer men muskarin bryts inte ner av kroppen lika snabbt, vilket leder till att effekterna av giftet blir mer ihållande och intensivt, alltså bildas en överstimulation. Detta för att enzymet som vanligen katalyserar acetylkolinets hydrolys och därmed bidrar till nedbrytningen av acetylkolin, Acetylkolinesteras, inte kan bryta ner muskarinet. Exkretion av muskarin sker främst i Njurarna, och giftet lämnar till sist kroppen via urinen.

### Förgiftningssymptom
Symptomen för förgiftning inleds vanligtvis 30 minuter till 2 timmar efter intag av giftet. Vanliga symptom är illamående, magsmärtor, diarré, ökad salivproduktion, mios och allmän oro. Dödlig utgång är ganska ovanlig, och beror då på krampanfall i andningsvägarna eller hjärtat.

### Medicinsk användning
Muskarinerga agonister används som medicin mot flera sjukdomar, exempelvis glaukom (se figur 4). Muskarin orsakar mios, vilket i sin tur medför ett ökat flöde av vätska ut från ögat. Detta minskar ögontrycket, vilket gör muskarin till ett effektivt läkemedel mot glaukom. Muskarin kan även användas som läkemedel mot muntorrhet och urinretention.

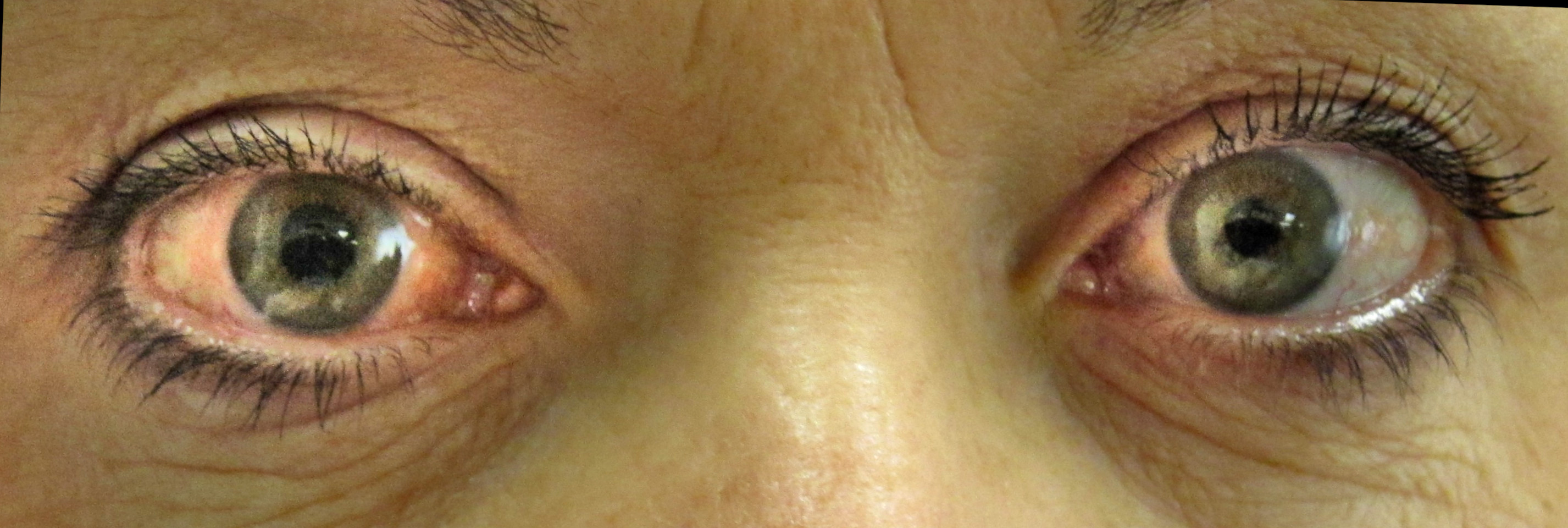
Figur 4: Akut glaukom i höger öga. Muskarin kan användas som läkemedel mot glaukom.

### Motgift
Motgiftet vid förgiftning är atropin eller andra tropaner såsom propiomazin eller skopolamin. Dessa ämnen agerar som antagonister vid muskarinreceptorer utan att aktivera dem, och blockerar på så sätt kompetitivt muskarinet från att binda till dessa. De vävnader som reagerar mest på atropin är spottkörtlarna, bronkerna och svettkörtlarna. Atropinet absorberas snabbt in i kroppen och försvinner sedan lika snabbt från blodomloppet med en biologisk halveringstid på 2 timmar. 